# Богородск (сельское поселение)
Богородск — административно-территориальная единица (административная территория село с подчинённой ему территорией) и муниципальное образование (сельское поселение с полным официальным наименованием муниципальное образование сельского поселения «Богородск») в составе муниципального района Корткеросского в Республике Коми Российской Федерации.
Административный центр — село Богородск.

## История
Статус и границы административной территории установлены Законом Республики Коми от 6 марта 2006 года № 13-РЗ «Об административно-территориальном устройстве Республики Коми».
Статус и границы сельского поселения установлены Законом Республики Коми от 5 марта 2005 года № 11-РЗ «О территориальной организации местного самоуправления в Республике Коми».

## Население
| 2010  | 2011  | 2012  | 2013  | 2014  | 2015  | 2016  |
| ----- | ----- | ----- | ----- | ----- | ----- | ----- |
| 1124  | ↘1121 | ↘1101 | ↘1087 | ↘1081 | ↘1068 | ↘1066 |
| 2017  | 2018  | 2019  | 2020  | 2021  |       |       |
| ↘1049 | ↘1045 | ↘1004 | ↘993  | ↗1052 |       |       |

## Состав
Состав административной территории и сельского поселения:
| № | Населённый пункт | Тип населённого пункта       | Население |
| - | ---------------- | ---------------------------- | --------- |
| 1 | Богородск        | село, административный центр | 697       |
| 2 | Лунь             | деревня                      | 13        |
| 3 | Пасвомын         | деревня                      | 4         |
| 4 | Сюзяыб           | деревня                      | 170       |
| 5 | Троицк           | деревня                      | 240       |

## Местное самоуправление
Главы сельского поселения
- Эльвира Александровна Михайлова
- с 19.03.2023 года — Светлана Александровна Шевкаленко[17]